# پایگاه هوایی کوانسیت پوینت
پایگاه هوایی کوانسیت پوینت (به انگلیسی: Naval Air Station Quonset Point) یک فرودگاه همگانی است که یک باند فرود آسفالت دارد و طول باند آن ۲۲۸۷ متر است. این فرودگاه در کشور ایالات متحده آمریکا قرار دارد و در ارتفاع ۵ متری از سطح دریا واقع شده‌است.